# Matchless
Matchless is een Brits historisch merk van motorfietsen.
De bedrijfsnamen waren: Matchless Cycles, later H. Collier & Sons Ltd, Matchless Motorcycle Company (Colliers) Ltd., Associated Motor Cycles Plumstead Road, Woolwich. en Norton-Villiers Ltd., Coventry.

## Geschiedenis

### Herbert Henry Collier
Henry Herbert Collier (1859-1925) begon het bedrijf Matchless Cycles in 1878 als rijwielfabriek in een omgebouwde stal bij zijn huis aan Herbert Road in Woolwich. In 1908 kreeg het de naam "H. Collier & Sons Ltd.". Henry begon in 1899 te experimenteren met de toepassing van clip-on motoren. De motorisering stond in het Verenigd Koninkrijk nog in de kinderschoenen. Ze was sterk geremd door de strenge wetgeving. De Red Flag Act van 1865 schreef maximaal 6 km/uur voor en bij de Locomotives on Highways Act van 1896 werd de maximumsnelheid 22 km/uur. Die werd in 1903 verhoogd tot 32 km/uur. Het was voor de Britse industrie dan ook niet zinvol om motoren te ontwikkelen en de familie Collier gebruikte daarom motorblokjes van De Dion uit Puteaux (Frankrijk) die al vanaf 1883 stoom- en benzinemotoren maakte. Het De Dion-blok werd eerst boven het voorwiel geplaatst, later onder het zadel en uiteindelijk bij de trapperas. Vanaf 1902 gebruikten men ook blokjes van MMC in Brighton. Dat was weliswaar Brits, maar maakte kopieën van Daimler-blokjes die oorspronkelijk Duits waren. Later werden blokken van MAG uit Genève en John Prestwich (JAP) uit Tottenham gebruikt.

### Jaren nul
De productie begon in 1902 met een 2¾pk-MMC-motor, waarmee de zoons Harry en Charlie meteen begonnen te racen. In 1904 volgde een sterkere 3½pk-machine met MMC-motor en ook een forecar met naar keuze een MMC- of De Dion-motor. Als optie leverde Matchless als een van de eersten een duozadel, maar alleen voor de forecar. In 1905 leverde men al voorvering en verscheen er een model met een 6pk-JAP-V-twin en een 2½pk-JAP-eencilinder. In 1906 verdween de forecar en verschenen er verschillende nieuwe modellen: een ongeveerd model met een 5pk-Antoine-V-twin, een geveerd model met een White & Poppe-blok en Ladies Models met Antoine- en JAP-motoren. In 1907 werd de Antoine-motor vervangen door een JAP en daarmee won Charlie de Single Cylinder TT. In 1908 kwam er een model met twee versnellingen (waarschijnlijk met behulp van een naafversnelling in het achterwiel, want de machines hadden nog steeds riemaandrijving) en een TT-model met kopklepmotor. Charlie brak het uurrecord op Brooklands. Het bedrijf werd door de toenemende vraag nu pas echt opgericht als H. Collier & Sons met Henry Collier als bestuursvoorzitter. In 1909 kregen alle modellen JAP-motoren, 2½- en 3½pk-eencilinders en 6pk-V-twins, maar klanten konden ook kiezen voor een 3½pk-White & Poppe-motor.

#### Promotie via de sport
Henry Herbert gaf zijn zoons Harry (1884-1944) en Charlie (1885-1954) alle kans om de motorsport te bedrijven. De 17-jarige Charlie won in 1902 met een Matchless-MMC bijna een race op het velodroom van Canning Town, maar hij viel in de laatste ronde. In 1905 kwalificeerden beide broers zich op de Highroads Course op het eiland Man voor het Britse team dat ging deelnemen aan de Trophée International in Frankrijk. Ze keerden teleurgesteld terug omdat de Fransen de hand lichtten met hun eigen reglementen en dat gebeurde in 1906 in Oostenrijk door de Oostenrijkers. In overleg met Freddie Straight (secretaris van de Auto-Cycle Club) en markies Joseph de Mouzilly Saint-Mars (voorzitter van de Fédération Internationale des Clubs Motocyclistes) werd besloten op Britse bodem een eerlijke race te organiseren. Zo stonden deze vier aan de basis van de Isle of Man TT, die in 1907 voor het eerst werd verreden. De broers schreven zelf in en Charlie won de Single Cylinder TT van 1907 en de 500 Single & 750 Twin TT van 1910. Harry won de 500 Single & 750 Twin TT van 1909. In 1909 reed Harry een 24-uurs record in Canning Town.

##### Extra reclame
Na de TT van Man van 1907 protesteerde Triumph omdat Charlie Collier zijn winst te danken had aan de aanwezigheid van pedalen op zijn Matchless-JAP. Daardoor boekte hij winst op het enige klimmetje in de St John's Short Course, Creg Willey's Hill. Triumph-rijder Jack Marshall ontbeerde pedalen en werd tweede. Het protest resulteerde in een "pedaalverbod" in 1908, maar aspirant-klanten wisten intussen dat Matchless een voordeel had ten opzichte van Triumph.

#### Afbeeldingen jaren nul

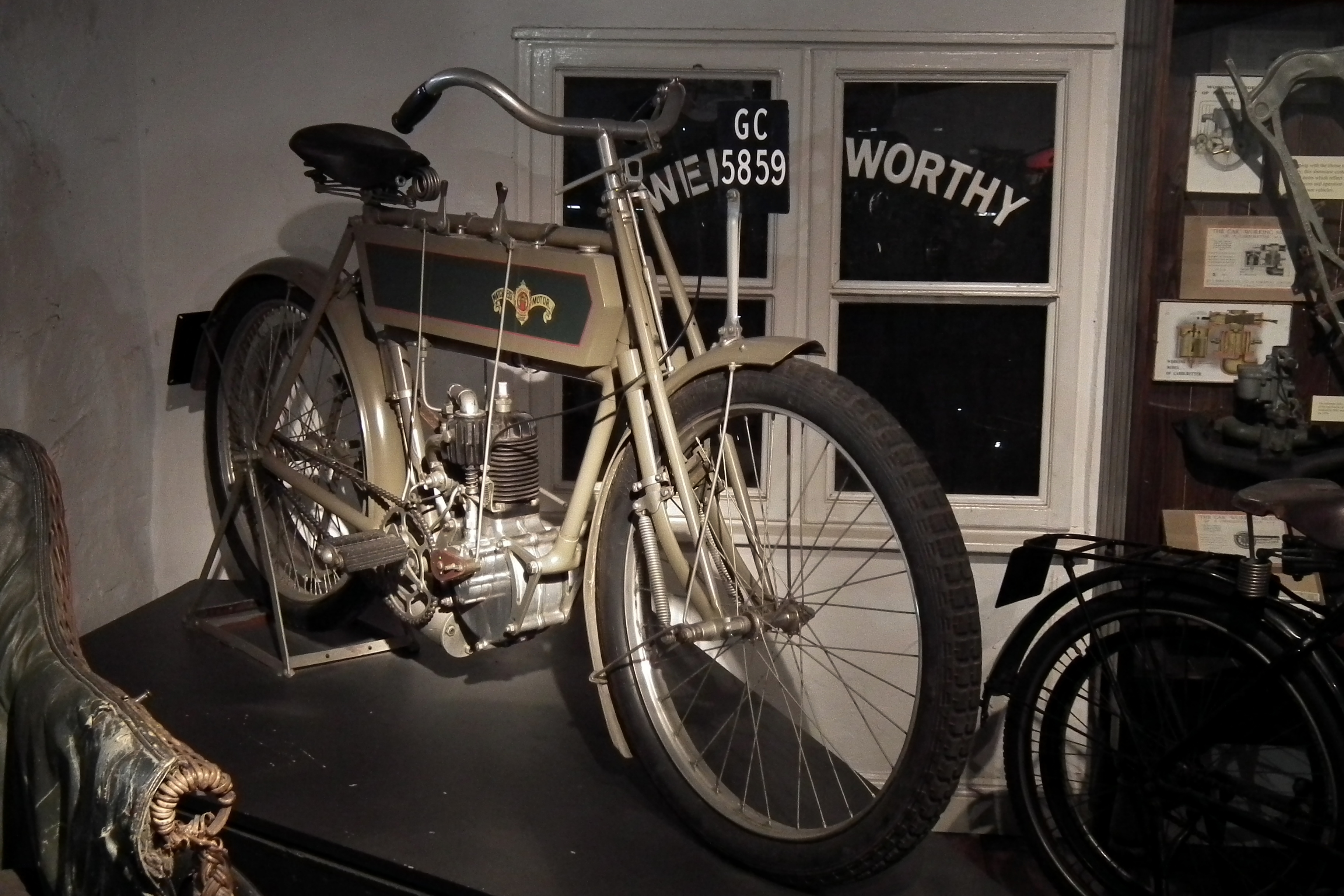
Matchless-JAP 2½hp uit 1905.
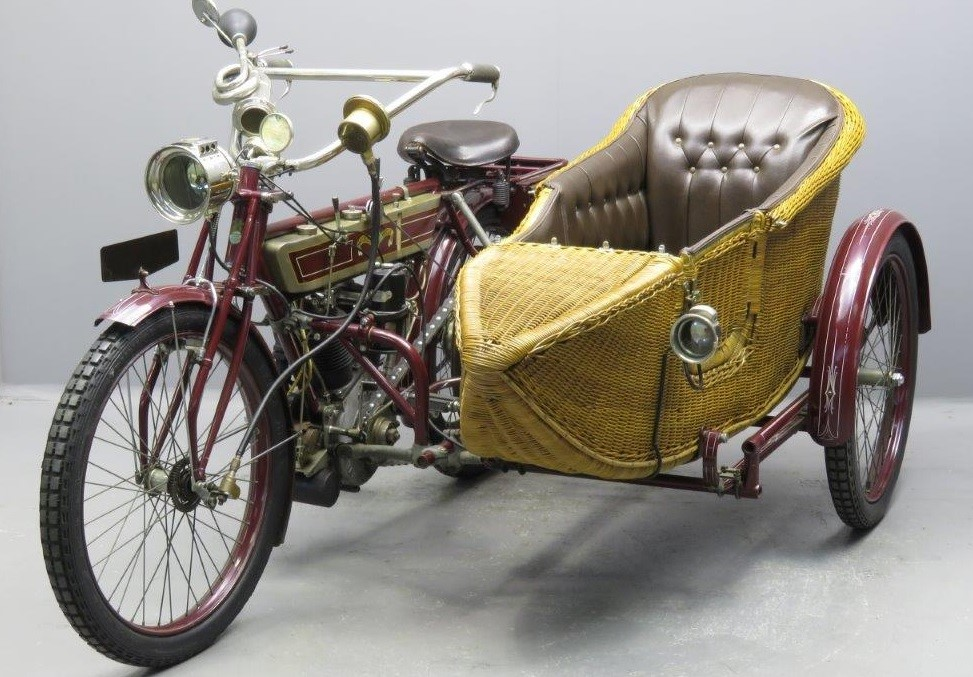
Matchless-JAP 6 HP zijspancombinatie (ca. 1909).

### Jaren tien
In 1910 konden klanten ook kiezen voor Peugeot-V-twins. In dit jaar voltooiden Charlie en Harry hun eerste vliegtuig. In 1911 kregen vrijwel alle modellen JAP-motoren. Matchless werd tijdens de TT van Man van 1911 met de neus op de feiten gedrukt toen het in de Senior TT werd verslagen door Indian, dat echte versnellingsbakken gebruikte. Die waren op het nieuwe circuit, de Snaefell Mountain Course hard nodig om de hellingen van de berg Snaefell te beklimmen. Matchless gebruikte een variant op de Zenith Gradua Gear, een systeem met riemaandrijving met een verstelbare poelie. Het nadeel hiervan was dat de machines geen achtervering konden gebruiken. Vanaf 1912 bouwde men korte tijd meer eigen motorblokken en kwam er een grote serie modellen: Het Model 1 2½ HP Lady's was een 215cc-damesmotorfiets, het Model 2 2½ HP Lightweight had dezelfde (eencilinder) motor, het Model 2 3 HP Twin Lightweight had dezelfde cilindermaten, maar mat 430 cc, het Model 3 3½ HP was een 482cc-eencilinder waarvan ook een "Colonial"-versie bestond, bestemd voor de slechtere wegen in de koloniën met 14 cm grondspeling onder de motor. Het Model 4 3½ HP TT was een eencilinder sportmotor die eveneens 482 cc mat. Er kwamen twee versies van het Model 5: het 654cc-Model 5 6 HP Twin en het 965cc-Model 5 8 HP Twin, beiden ook weer leverbaar als "Colonial". Het Model 6 5 HP TT Twin was een 965cc-machine afgeleid van de 750cc-twin waarmee de TT's van 1909 en 1910 gewonnen waren. Het 965cc-Model 7 8 HP Twin was bedoeld als zijspantrekker. Voor 1913 stond er een driewielige "auto" in de catalogus. Waarschijnlijk betrof het hier - door de dreiging van de Eerste Wereldoorlog - een zijspancombinatie met Vickers M.18-mitrailleur, waarvan 250 exemplaren werden gebouwd.
Vlak voor het uitbreken van de oorlog stonden er echter nog maar drie modellen in de catalogus: het Model 7 met 765cc-JAP-V-twin, het Model 8B, een zijspantrekker met 996cc-MAG-V-twin en het Model 8B/2, identiek maar met uitwisselbare wielen. Charlie ontwikkelde intussen enkele interessante racers, die - ook vanwege de oorlog - zelden of nooit tot inzet zouden komen. De eerste uit 1914 was een 995cc-V-twin met acht kopkleppen, die paarsgewijs bediend werden door een stoterstang. De machine was bedoeld voor recordpogingen op Brooklands. De tweede uit 1915 was de Matchless TT, een 496cc-V-twin met drieversnellingsbak voor de TT van 1915, die nooit plaatsvond. Harry werkte ook mee aan deze machine. In 1916 bouwde Harry Collier het eerste Model H, met een eigen, langsgeplaatste 732cc-boxermotor, waarbij de bovenste framebuis was vervangen door een cilinder die als tank dienst deed en 9 liter benzine kon bevatten.

#### Eerste Wereldoorlog
Matchless kreeg geen regeringsopdracht om motorfietsen te bouwen voor de legers van Groot-Brittannië, Rusland, België en Frankrijk. In plaats daarvan werden munitie en vliegtuigonderdelen geproduceerd, maar daarnaast toch ook een flinke serie met eigen, Matchless V-twins van 731-, 908,- en 993 cc, die allemaal als zijspantrekker in de markt werden gezet. Toch werden er een aantal machines als militair model gebouwd, getuige ook de letters "WD" (War Department) in het carter van het War Model uit 1918. Na de oorlog kreeg dit model de toevoeging "Victory" en werd het aan particulieren verkocht. Het had alle kenmerken van het Model 8B, maar kon geleverd worden met een remband in het voorwiel.

#### Afbeeldingen jaren tien

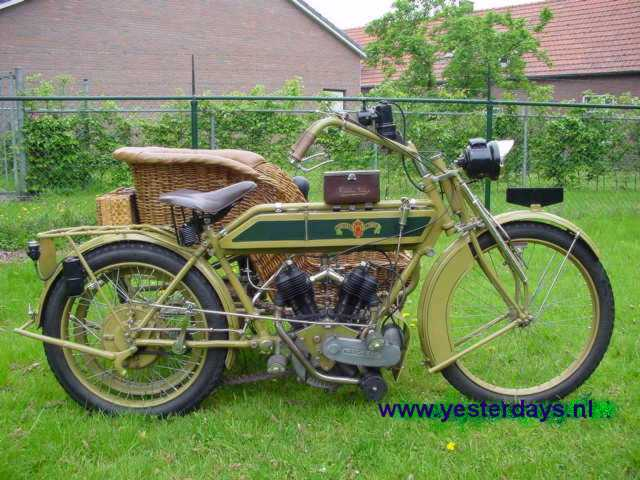
Matchless-JAP 2-speed zijspantrekker (Model 7 8 HP Twin) uit 1912. De machine had dubbele riemaandrijving naar het achterwiel, enerzijds om het vermogen aan te kunnen, anderzijds vanwege het gewicht van het zijspan. De twee stangetjes naar het achterwiel zijn voor de trommelrem (boven) en de tweeversnellingsnaaf (onder). Het zijspanwiel werkte als zwenkwiel, maar kon door minder ervaren zijspanrijders ook vastgezet worden.
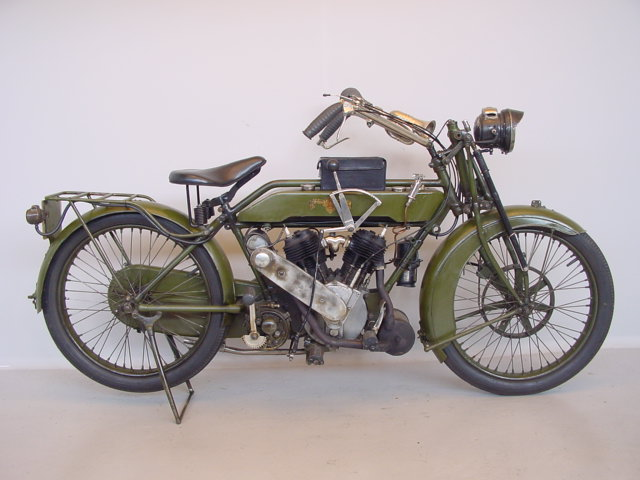
Het War Model uit 1918 was gebaseerd op het Model 8B uit 1914 en dat had al kettingaandrijving en een trommelrem achter. Het War Model kreeg ook een remband in het voorwiel. Het grootste verschil met het Model H was het ontbreken van achtervering.
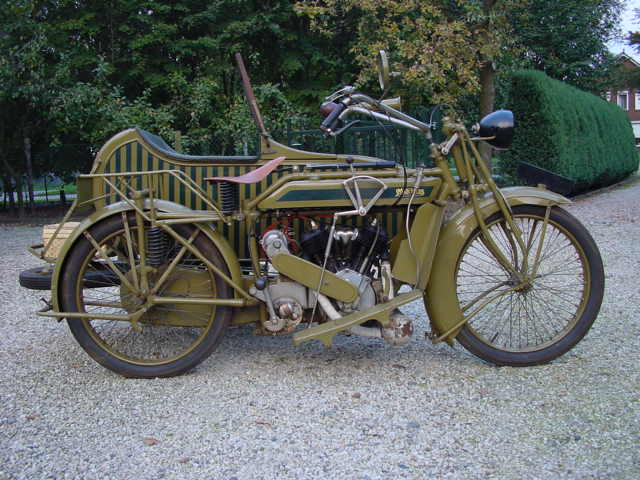
Matchless-JAP Model H uit 1919, een robuuste, luxe zijspancombinatie met voetkoppeling, drieversnellingsbak, voor- en achtervering, elektrische verlichting, geveerd zijspan met windscherm voor de passagier, beenschilden en onderling uitwisselbare wielen.

### Jaren twintig
In de jaren twintig borduurde Matchless zoals alle merken nog een tijd voort op de modellen die voor de Eerste Wereldoorlog ontwikkeld waren. Charlie, Harry en hun veel jongere broer Bert kregen steeds meer verantwoordelijkheid voor het ontwikkelen van de modellen. Het racen behoorde voor Charlie en Harry tot het verleden, zij hadden in 1914 hun laatste TT gereden. Tot 1923 concentreerden ze zich op zware zijspantrekkers met V-twins van JAP en MAG. Er werd wel nog steeds gepoogd om racers voor de TT van Man met eigen motorblokken te bouwen. Voor de Junior TT van 1923 werden 350cc-machines gebouwd met door een koningsas aangedreven kopkleppen, maar geen van hen haalde de finish. Het Model H werd doorontwikkeld en kreeg in 1920 een automatische kleplichter die was gekoppeld aan de kickstarter, een primaire aandrijving met een "Coventry Silent Chain" en een in eigen huis ontwikkde cilindervormige drieversnellingsbak. Tijdens de Olympia Show eind 1922 stelde Matchless een groot aantal nieuwe modellen voor 1923 voor. Het 8HP-model had een 976cc-JAP-V-twin zijklepmotor met "Total loss"-handsmering, B&B-carburateur, een kettingaangedreven ontstekingsmagneet, snelheidsmeter, koppeling en drieversnellingsbak en kostte 115 Pond. Er waren niet minder dan acht zijspancombinaties leverbaar, variërend van licht en sportief tot zwaar en luxe toermodellen met ruit en overkapping. Omdat het project met de koningsasmotoren niet tot de gewenste resultaten leidde, kwamen er in 1923 twee 350cc-eencilinders met Blackburne-motor en Sturmey-Archer-versnellingsbak. Er kwam zelfs een cyclecar: Het Matchless Model K met tweecilinder boxer-kopklepmotor. In 1926 verschenen doorontwikkelde versies van de 350cc-modellen: het 350cc-Model L/4 en het 500cc-Model L/S, maar ook een 250cc-zijklep-eencilinder, het Model R. Het werd geleverd in bruin/crème maar was ook het eerste model dat in zwart met gouden biezen verkocht werd. In dat jaar overleed Henry Herbert Collier en kwam de hele verantwoordelijkheid bij Harry (42), Charlie (41) en Bert (19) te liggen. In 1928 werd het bedrijf een Besloten Vennootschap (Limited Company). Voor de zijspannen werd een aparte fabriek gebouwd aan Mast Pond Wharf bij de Woolwich Ferry. Aan het einde van de jaren twintig gingen Harry en Charlie weer eigen V-twins bouwen.

#### Afbeeldingen jaren twintig

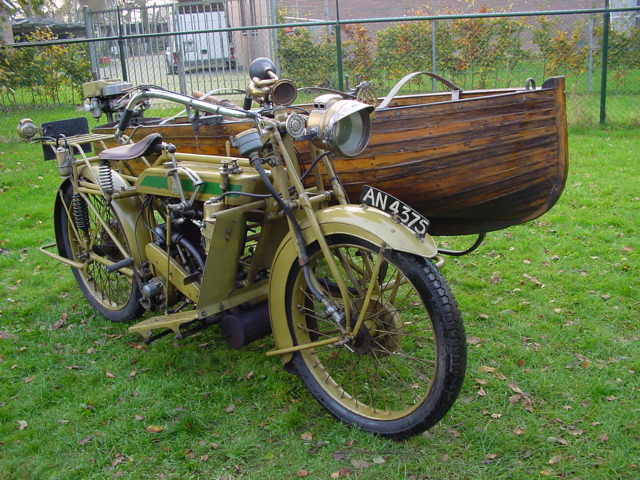
Matchless-JAP Model H uit 1920 met een door Matchless zelf gebouwde sloep. De trommelrem in het voorwiel was toen nog een zeldzaamheid, maar voor deze zware combinatie zeker geen overbodige luxe.
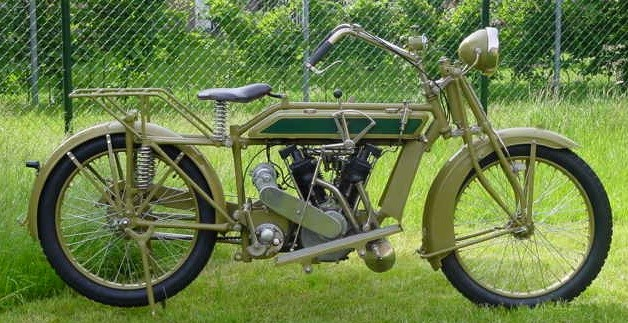
Het Model H werd in 1920 ook met Zwitserse MAG-kop/zijklepmotor geleverd.
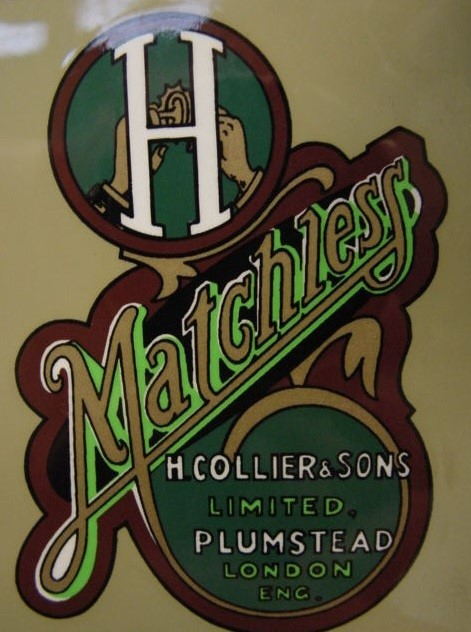
De logo's bevatten in de jaren twintig soms de modelaanduiding, zoals het Model H...
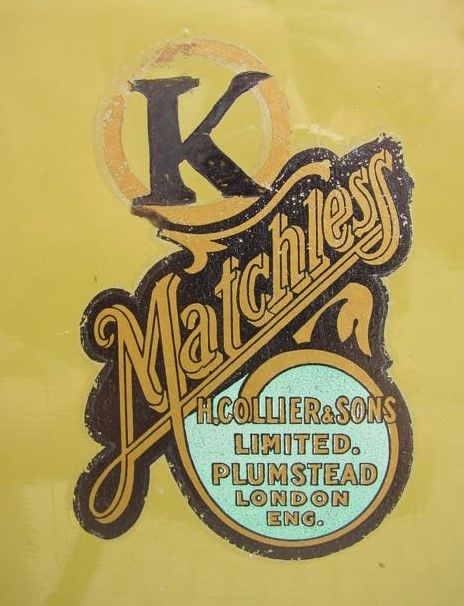
...en de cyclecar K.
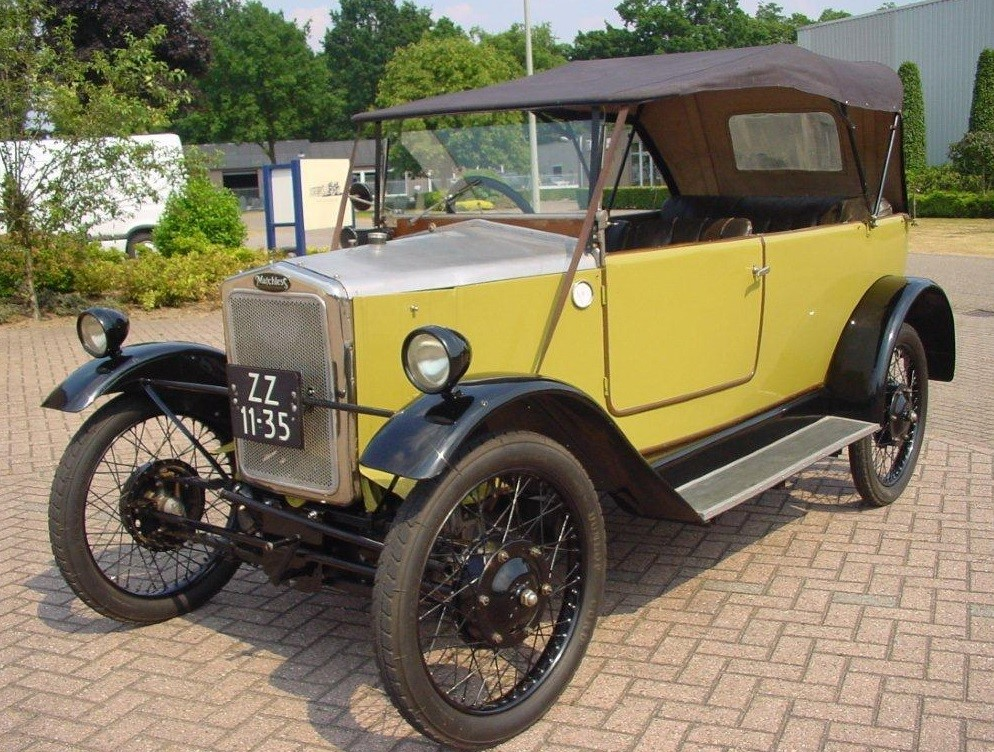
In 1923 verscheen het Model K, dat geen lang leven beschoren was.
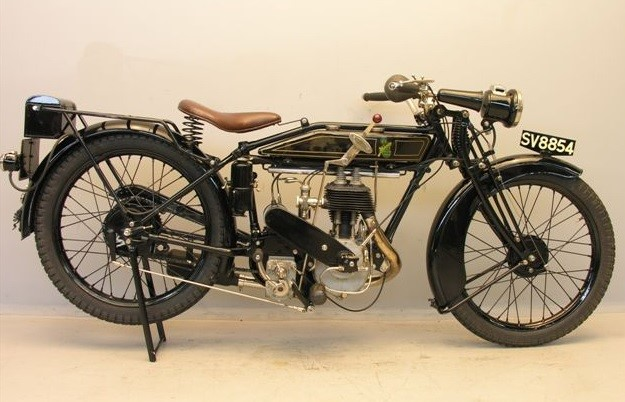
In 1923 verscheen het Model L/2 met 350cc-Blackburne-zijklepmotor. Dit is de opvolger Model L/4 uit 1926.
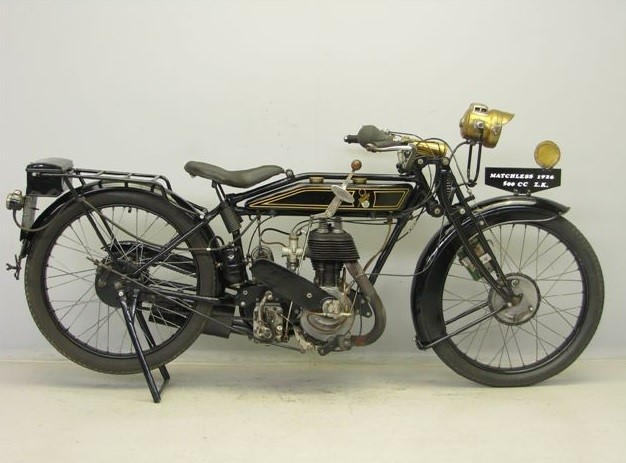
Ook een doorontwikkeling van het Model L/2: het 500cc-Model L/S uit 1926.
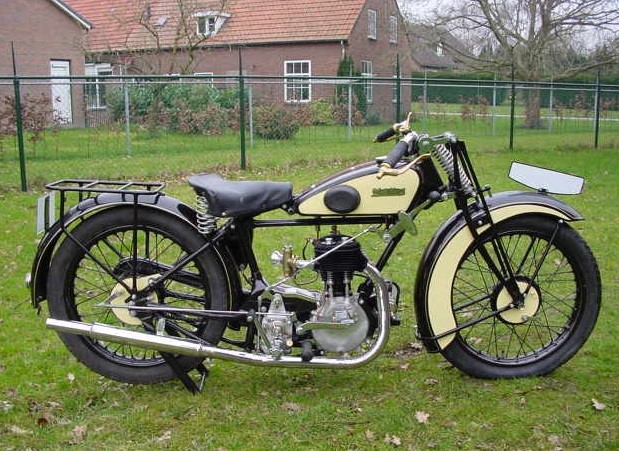
De Matchless Model T/3 500cc-zijklepper uit 1927 kreeg al een zadeltank.
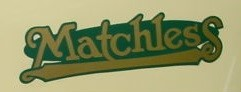
Het vereenvoudigde logo uit 1927.

### Jaren dertig
De jaren dertig begonnen eigenlijk op donderdag 24 oktober 1929, de dag van de beurskrach. Uitgerekend een paar weken later presenteerde Charlie Collier zijn nieuwe, tamelijk spectaculaire 18º-V-twin, de 400cc-Matchless Silver Arrow. Een mooie, moderne en luxueuze maar ook dure machine, waarvan de verkoopaantallen al in 1930 erg tegenvielen. De jonge Bert Collier begon meteen met de ontwikkeling van een zwaarder model, de viercilinder Matchless Silver Hawk. Deze beide dure modellen waren in 1935 alweer verdwenen en toen verschenen een aantal tussenmodellen: het 250cc-Matchless Model 35/F4 als voorloper op de Matchless Model G2-serie, het 350cc-Matchless Model 35/D3 als voorloper op de Matchless Model G3-serie, de 500cc-modellen Matchless Model 35/D80 en 35/D90 als voorlopers op de Matchless Model G80-serie en het 600cc-Matchless Model 35/C als zijspantrekker. Zijspanrijders en toerrijders konden ook gebruikmaken van de zware 1.000cc-V-twins van de Model X-serie. Met deze serie begon ook de badge-engineering. Vanaf 1933 werd het 1.000cc-AJS Model R2 uit de handel genomen en vervangen door het Matchless Model 33/X3, dat in de AJS-uitvoering AJS Model 33/2 ging heten. In 1936 verdwenen nog eens vijf van de zeventien modellen, maar dat was te wijten aan het verdwijnen van de "De Luxe"-versies. In plaats daarvan konden klanten hun machines aankleden met artikelen uit een vrij uitgebreide accessoirecatalogus.

#### Overname van AJS
De Beurskrach van 1929 raakte de hele Britse industrie hard. Een aantal motorfietsmerken kwam hierdoor in grote problemen, waaronder AJS. Dat was in de jaren twintig sterk gegroeid en had haar productie uitgebreid met eigen zijspannen, auto's, autobussen en zelfs radio's. Het had ook net een duur en luxueus 500cc-model ontwikkeld, de AJS Model S3, dat in de crisisjaren vrijwel onverkoopbaar zou zijn. Naast de S3 werden in 1931 nog vier nieuwe modellen gelanceerd, maar het bedrijf leed een verlies van 90.000 pond. De Colliers kochten de motorfietstak, althans de naam, de productierechten en de "goodwill" van AJS in 1931 voor 20.000 pond. Een tijdje behield AJS zijn eigen modellen, maar vanaf ca. 1935 werd badge-engineering toegepast en na de Tweede Wereldoorlog werden de meeste AJS- en Matchless-modellen vrijwel identiek. Dat werkte ook door in de modelnummering, waarin eerst het jaar en daarna het type werden vermeld. Een van de uitzonderingen waren de AJS Model 35/10 en de AJS Model 35/7, echte AJS-ontwerpen met een kopklepmotor die Matchless nog niet kon leveren en de voorloper van de beroemde AJS Boy Racer. Harry en Bert Collier stortten zich ook weer op de eencilinder en zo ontstond een flinke serie Matchless- en AJS-modellen van 250-, 350-, en 500 cc, waaronder in 1936 de 350cc-Matchless G3 en in 1938 de AJS Silver Streak / Matchless Model G80 Clubman Special / Matchless Model G90 Super Clubman, allemaal met kopklepmotor. Het AJS-Matchless samenwerkingsverband kreeg in 1937 de naam "Amalgamated Motor Cycles".

#### Overname van Sunbeam
In augustus 1937 nam Amalgamated Motor Cycles de zieltogende motorfietstak van Sunbeam over. Wellicht had men gehoopt hier de complete fabriek inclusief de productielijnen over te nemen. De motorfietsentak van Sunbeam was echter al jaren eigendom van het chemieconcern Imperial Chemical Industries (ICI), dat weinig interesse in de motorfietsproductie had en niet geïnvesteerd had in zaken als massaproductie en modelontwikkeling. De productiemachines waren zo verouderd en versleten dat ze totaal onbruikbaar waren. Men besloot ook de hele productie van Sunbeam over te plaatsen naar Woolwich. AMC kocht feitelijk vooral de goede naam, de bouwtekeningen en het dealernetwerk van Sunbeam. Men ontwikkelde meteen kopklepmotoren voor Sunbeam.

#### Associated Motor Cycles
In 1931 werd het bijna failliete merk AJS van de gebroeders Stevens in Wolverhampton overgenomen door de gebroeders Collier. AJS was daardoor helemaal opgesplitst: de autotak van het bedrijf ging naar Crossley Motors, de zijspanfabricage naar Diamond en de motorfietsen naar Matchless. Voor de motorfietsen bleef men echter de naam AJS gebruiken, vanwege de grote naam die het merk in het verleden had opgebouwd. In 1937 kreeg de combinatie van bedrijven een eigen naam: "Amalgamated Motor Cycles" en in 1938, naar de aankoop van Sunbeam, werd dat Associated Motor Cycles, dat bestond uit AJS Motorcycles Ltd., Matchless Motorcycle Company (Colliers) Ltd., Sunbeam Bicycles Ltd. en Sunbeam Motor Cycles Ltd.

#### Mobilisatie en Tweede Wereldoorlog
Tijdens de mobilisatie in 1939 ontwikkelde Matchless de 350cc-militaire motorfiets Matchless WG3/L. Die machine, gebaseerd op het Model 39/G3, deed nog in hetzelfde jaar dienst in Noord-Frankrijk. Aan het begin van de Tweede Wereldoorlog verloren de Britten veel materiaal, waaronder legermotorfietsen, bij de Operatie Dynamo, de terugtrekking na de Slag om Duinkerke, eind mei/begin juni 1940. AMC kreeg de vraag motorfietsen te bouwen om het verlies te compenseren, en bouwde op basis van de WG3/L de Matchless G3/L, waarbij de "L" stond voor "Lightweight". De machine was 25 kg lichter dan het origineel en was voorzien van de nieuwe Teledraulic-telescoopvork. De opdracht ging echter naar Triumph met haar Triumph 3TW. De Triumph-fabriek ging echter grotendeels verloren tijdens het bombardement op Coventry eind 1940, waardoor AMC alsnog ca. 80.000 G3/L's aan het leger mocht leveren. Twee van de drie gebroeders Collier overleden tijdens de oorlog. De jongste, Bert, kwam om bij een motorongeluk in oktober 1942 en de oudste, Harry, overleed in mei 1944 aan een ziekte.

#### Afbeeldingen jaren dertig

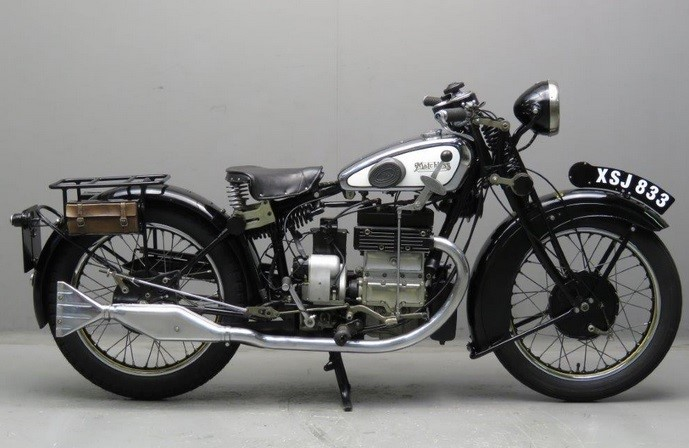
Matchless Silver Arrow (400 cc) uit 1930
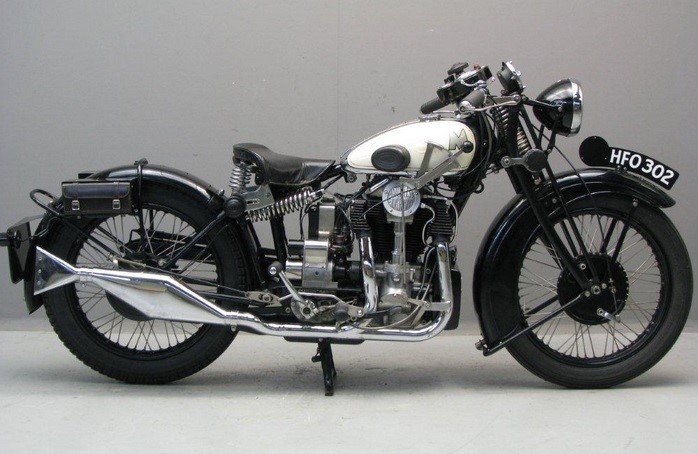
Matchless Silver Hawk (600 cc) uit 1931
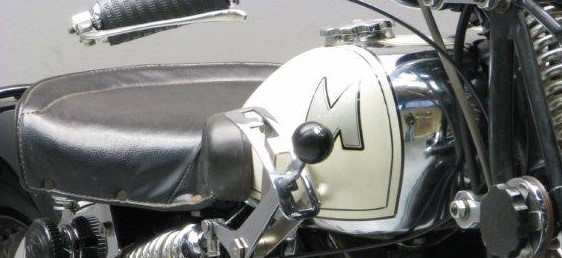
De Silver Hawk kreeg voor het eerst de gestileerde "M" op de tank
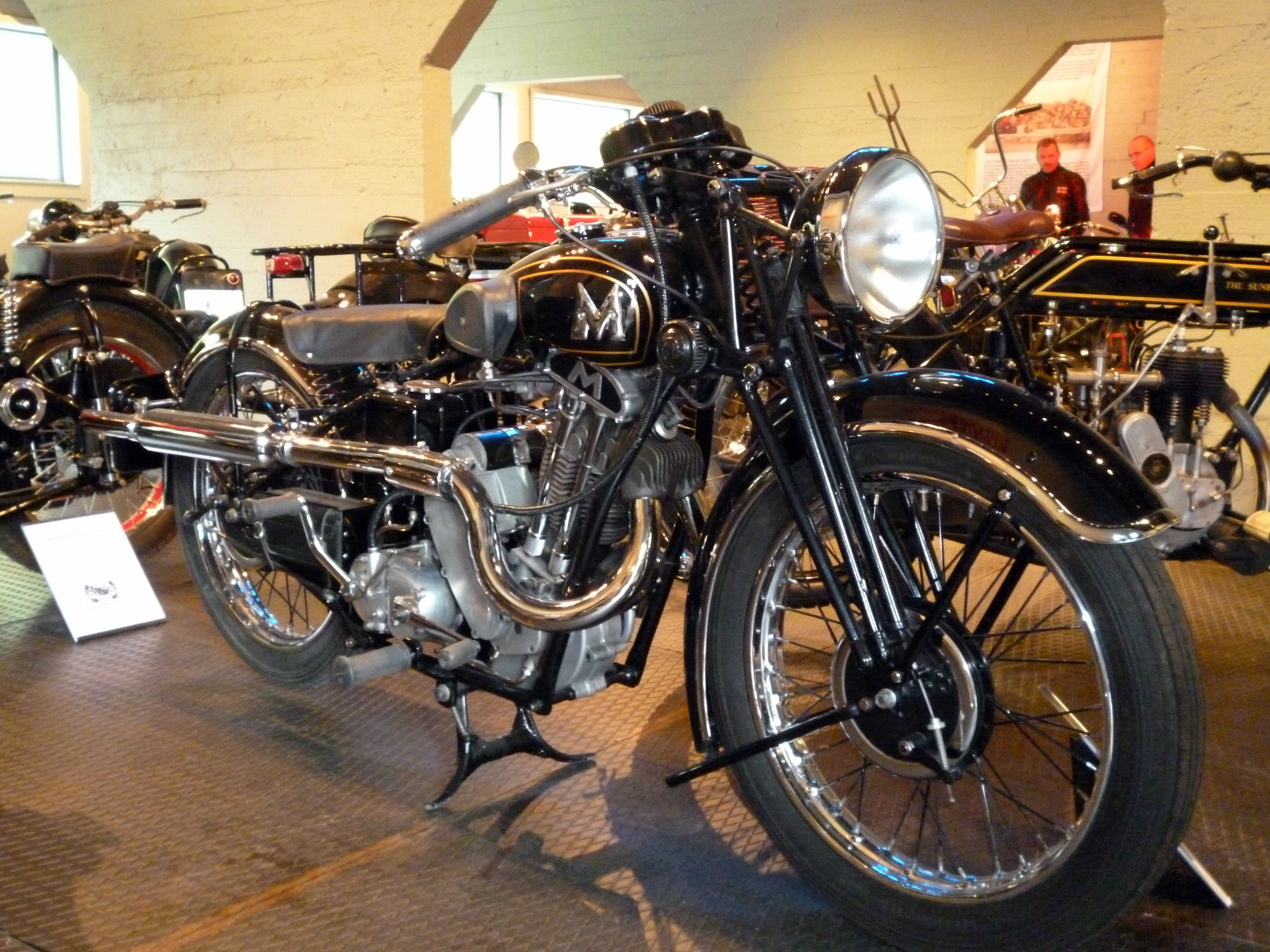
Matchless Model 35/D80 uit 1935
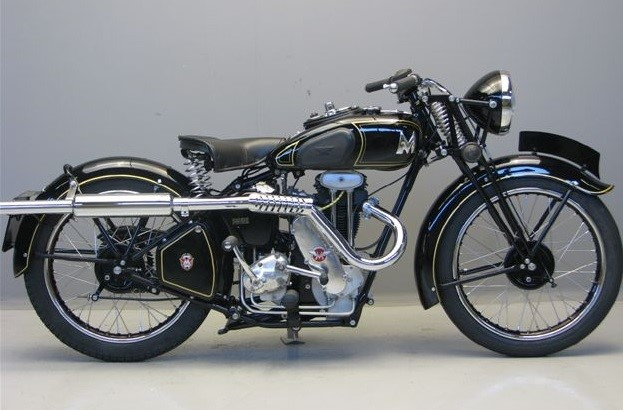
Matchless Model 36/G2M De Luxe (250 cc) uit 1936
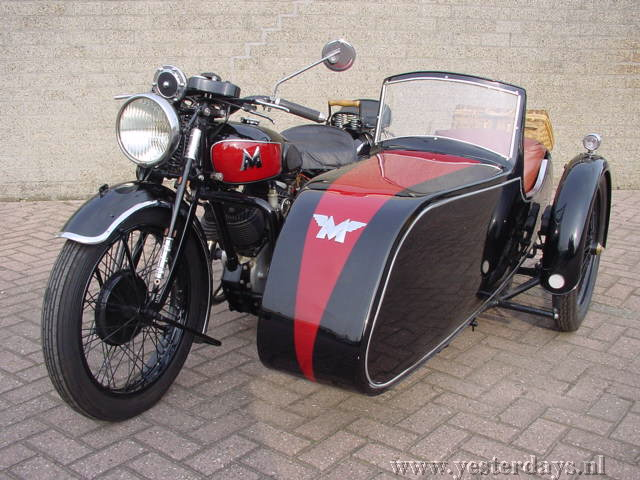
Matchless Model 36/X4 uit 1936
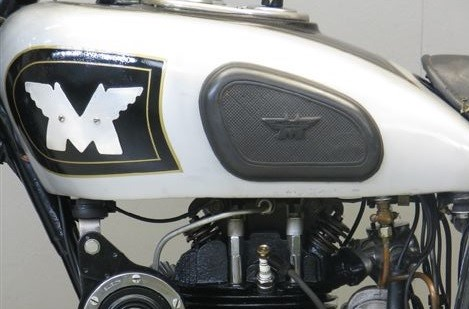
Eind jaren dertig kreeg de Matchless "M" kleine vleugeltjes
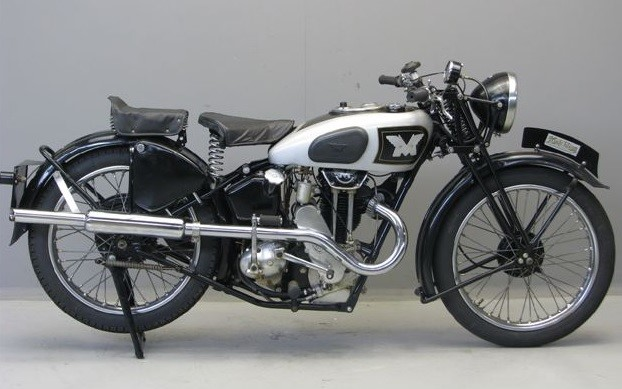
Matchless Model 38/G2M De Luxe uit 1938
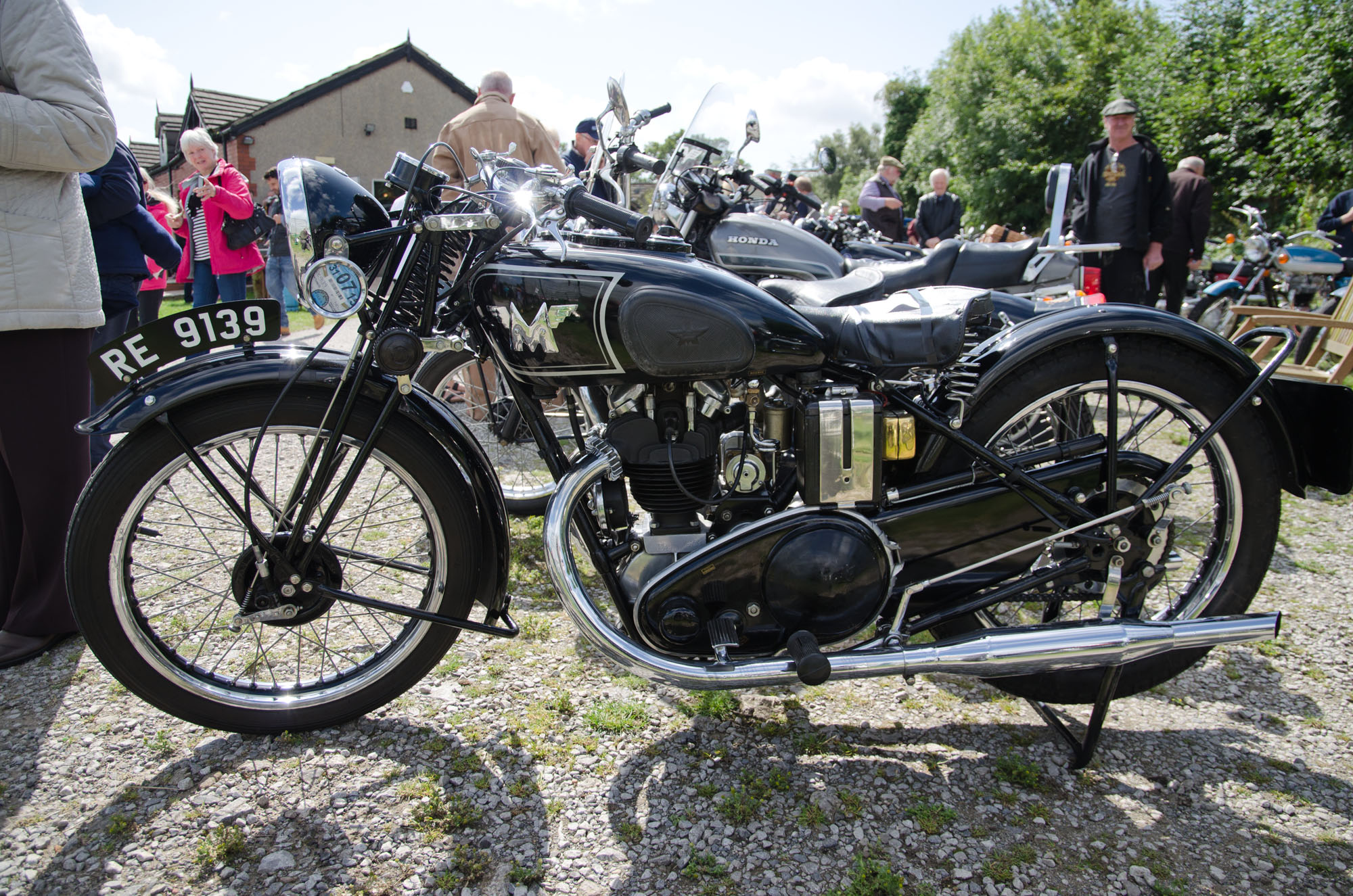
Matchless Model 39/G2M De Luxe (250 cc) uit 1939
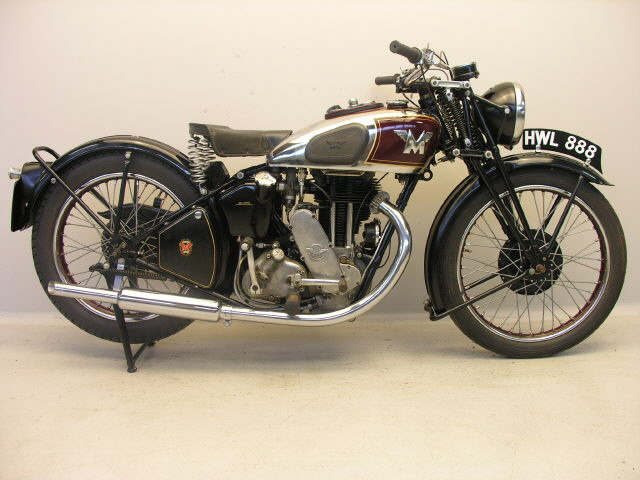
Matchless G90 Super Clubman (500 cc) uit 1939
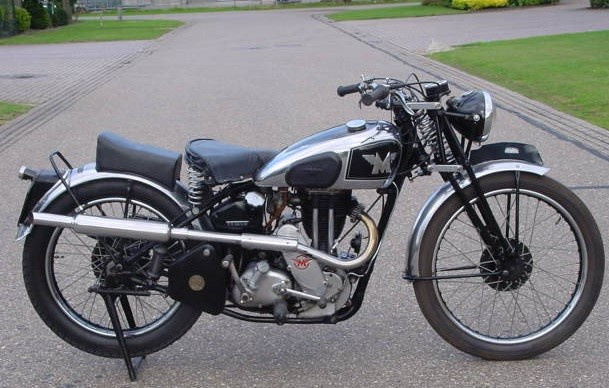
De Matchless G3 (350 cc) uit 1939 had nog een parallellogramvork

### Jaren veertig
Charlie leidde het bedrijf alleen verder na de dood van zijn broers, maar in elk geval was voor de ontwikkeling van de race-motorfietsen Joe Craig overgekomen van Norton en Ike Hatch van Brough Superior. Net als na de Eerste Wereldoorlog borduurden veel merken ook na de Tweede Wereldoorlog eerst door op vooroorlogse modellen, maar Charlie Collier deed dat niet. Net voor de oorlog was de Teledraulic hydraulisch gedempte telescoopvork ontwikkeld en die werd op de eerste naoorlogse modellen meteen toegepast. Men kon de productie van de G3-modellen in burgeruitvoering meteen voortzetten en ook de eerste exemplaren van de 500cc-Matchless G80 rolden in augustus 1945 al uit de fabriek. In 1948 begon de levering van een 500cc-paralleltwin, de Matchless G9. Dit model was het antwoord op de Triumph Speed Twin en de BSA A7, maar had al twee hyraulisch gedempte veerelementen op de swingarm-achtervering. Dat was een groot voordeel, zeker in combinatie met de Teledraulic-voorvork. De BSA had nog helemaal geen achtervering en de Triumph alleen de zeer eenvoudige en slecht werkende Triumph sprung hub verende achternaaf. De G9 ("Super Clubman") werd ook als AJS Model 20 ("Spring Twin") verkocht en was slechts enkele jaren het Britse topmodel. Begin jaren vijftig brachten zowel Triumph als BSA 650cc-modellen uit.

##### Verkoop van Sunbeam
Er waren bij AMC maar weinig Sunbeam-motorfietsen gebouwd. AMC had meer belangstelling voor de fietsafdeling van Sunbeam en de motorfietstak werd in 1943 doorverkocht aan de BSA-groep. Wel werden er na de oorlog nog fietsen voor AMC geproduceerd, als behoud van werkgelegenheid voor de BSA-werknemers in Birmingham.

#### Overname van Francis-Barnett
In 1947 trad Francis-Barnett uit Birmingham toe tot het AMC-concern. Aanvankelijk werkte Francis-Barnett tamelijk onafhankelijk binnen AMC, maar na de overname van Norton en James in 1951 ontstond een samenwerking tussen James en Francis-Barnett. Men gebruikte nu door AMC ontwikkelde 175-, 199-, 249- en wat later ook 150cc-tweetaktmotoren, waarmee tweetaktfabrikant Villiers enkele grote klanten verloor.

#### Afbeeldingen jaren veertig

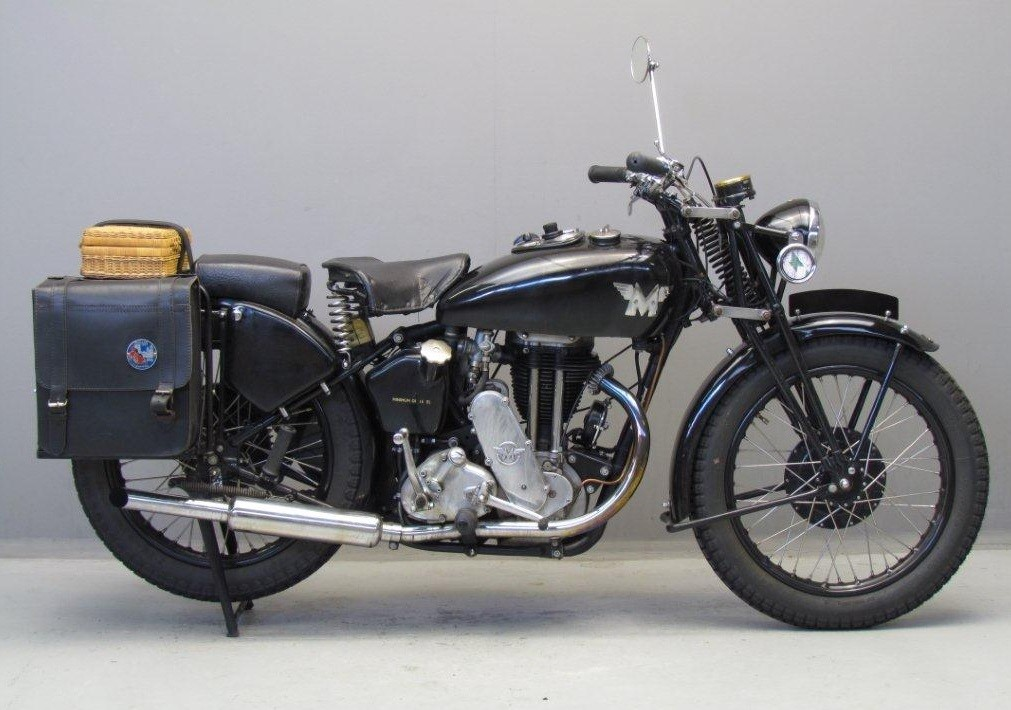
Matchless G3 (350 cc), ca. 1940. De machine is al bijzonder sober uitgevoerd omdat veel materialen, zoals chroom, voor de oorlogsproductie gebruikt werden.
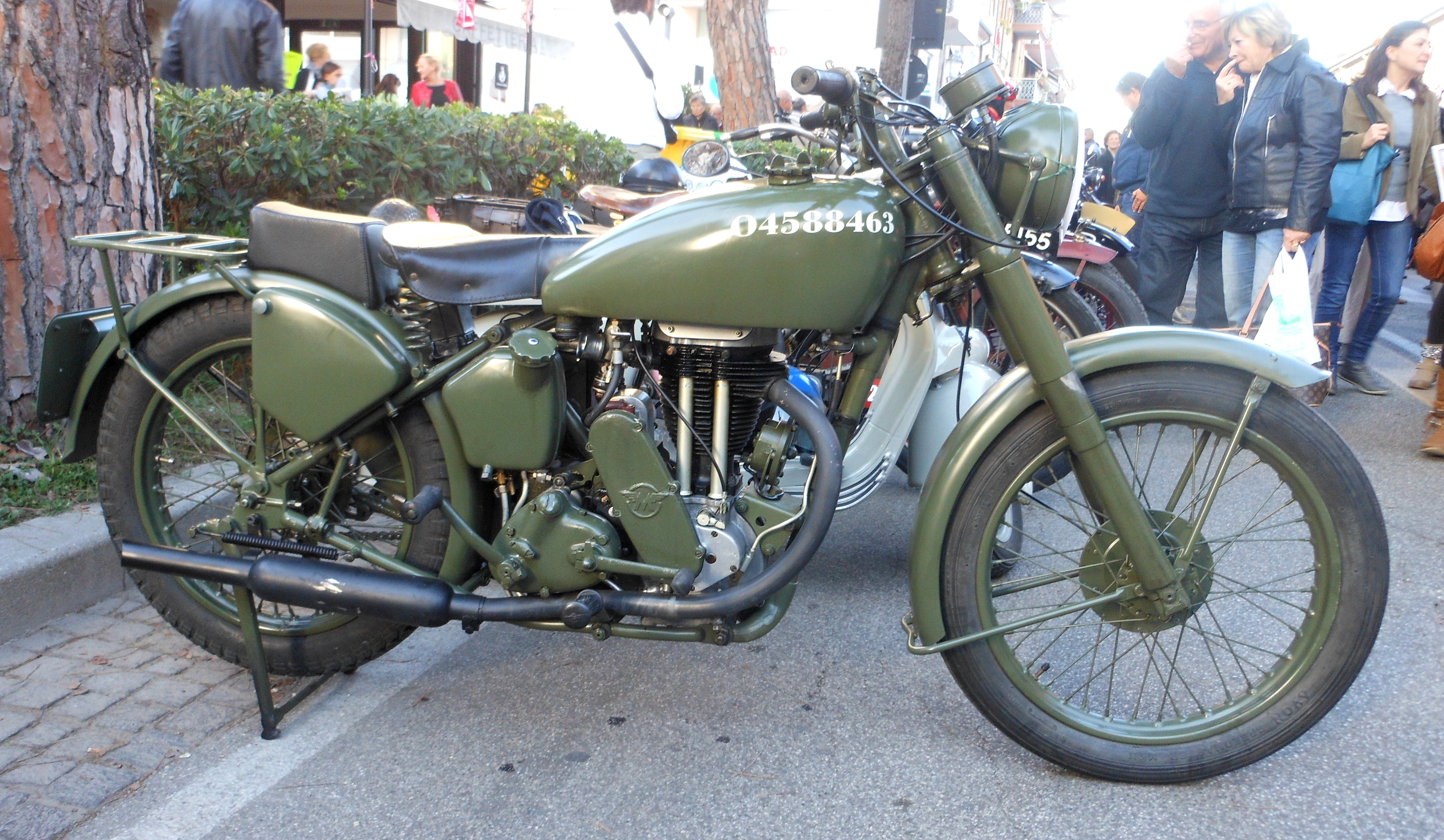
De militaire Matchless G3/L kreeg een hydraulisch gedempte Teledraulic-telescoopvork.
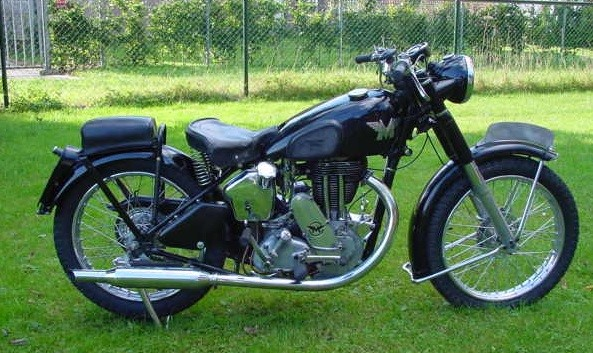
Matchless G80L (500 cc) uit 1946

### Jaren vijftig
In de jaren vijftig begon AMC al in zwaar weer te geraken. Op het door de oorlog zwaar getroffen Europese vasteland begonnen scooters, bromfietsen en dwergauto's als goedkoop vervoermiddel op te komen en in het Verenigd Koninkrijk kwam de concurrentie ook van kleine auto's als de Morris Minor. Jongeren wilden nog wel motorfietsen kopen, vooral caféracers, nu door het wereldkampioenschap wegrace, dat in 1949 was opgestart, wegrace populair werd. Daar kon de 500cc-Matchless G80S/AJS Model 20 wel aan voldoen, maar wie echt een snelle 500cc-eencilinder wilde kocht een BSA Gold Star. De G3-serie werd uitgebreid met een terreinmodel, de Matchless G3/LCS en de G80-serie met de Matchless G80CS. Men sloeg echter niet veel acht op de markt in de Verenigde Staten. Daar bestond weinig interesse in 350- en 500cc-motorfietsen. De uitgestrekte highways waren veel beter geschikt voor zwaardere 650cc-modellen, waarin Triumph, BSA, Ariel en Royal Enfield graag voorzagen. Bovendien waren in Californië, Nevada en Arizona de Desert Races populair. Daarvoor werden bij voorkeur ook zware modellen gebruikt en in 1950 begon importeur Frank Cooper al aan te dringen op een zwaardere tweecilinder dan de G9. Hij kreeg geen gehoor en bouwde uiteindelijk zelf de 550cc-Matchless G9B, die hij tot 1956 bleef bouwen. Toen bracht AMC eindelijk de 600cc-Matchless G11 (AJS Model 30) uit, maar pas in 1958 kwam de terreinvaardige Matchless G11 CS. Tot 650cc-opboren was nog niet mogelijk. De grotere G11 vereiste al een derde krukaslager in het midden waardoor het blok breder en de motortrillingen erger werden. Daarom was constructeur Phil Walker gedwongen om de slag groter te maken, waardoor in 1958 de 650cc-Matchless G12 ontstond. Voor de Britse sportieve rijders werden sportmotoren ontwikkeld, eerst de Matchless G11 CSR en later de Matchless G12 CSR.
Er kwam in 1958 ook weer een 250cc-model, de Matchless G2 (AJS Model 14), een naam die verwees naar het Model G2 uit de jaren dertig. Op basis van de G9 bouwde Robin Sherry een wegracer, waarbij het tweecilinderblok in het frame van een AJS Boy Racer werd gehangen. Deze G45 debuteerde in de Manx Grand Prix van 1951, waarin Sherry als vierde eindigde. Derek Farrant won de MGP van 1952. Echt doorontwikkeld werd de G45 nooit. Dat was ook niet nodig, want omdat Norton inmiddels was ingelijfd werd er op fabrieksniveau met de Norton 30M Manx geracet. Voor privérijders was die machine slechts mondjesmaat te koop, en dat was een gat waar AMC met de Matchless G45 vanaf 1953 in sprong. Toen Norton in 1955 stopte met fabrieksracers had AMC met de Boy Racer alleen nog een goede racer in de 350cc-klasse. Verkoopdirecteur Jock West kwam op het idee om een 500cc-Boy Racer te bouwen. Daarvoor boorde hij de 350-Boy Racer op van 75,5 mm tot 90 mm en zo ontstond in 1959 de Matchless G50-eencilinder.

#### Overname van James
In 1951 nam AMC het merk James in Birmingham over. Voor Matchless betekende dat geen "concurrentie in eigen huis", want James, dat ooit vergelijkbare modellen als die van Matchless en AJS had gebouwd, was gekrompen en beperkte zich tot lichte tot zeer lichte modellen met Villiers-tweetaktmotoren, waarvan de 200cc-Captain-modellen de zwaarste waren. Pas toen Matchless in 1958 de 250cc-Matchless G2 uitbracht, konden AMC-klanten kiezen uit vier 250cc-machines: de genoemde Matchless G2, de vrijwel identieke AJS Model 14, de Norton Jubilee en de tweetakt-James Commodore L25.

#### Overname van Norton
In 1953 werd ook Norton in Birmingham overgenomen. In tegenstelling tot AJS bleef Norton tamelijk autonoom werken. Dat was maar goed ook, want hoewel Norton voor die tijd in zwaar weer verkeerde, werd het binnen enkele jaren samen met James het winstgevende deel van Associated Motor Cycles. Dat was grotendeels te danken aan de door Bert Hopwood ontwikkelde Norton Dominator en de door de broers Rex en Cromie McCandless ontwikkelde featherbed frames. Zowel Matchless als AJS leden verlies.

#### Afbeeldingen jaren vijftig

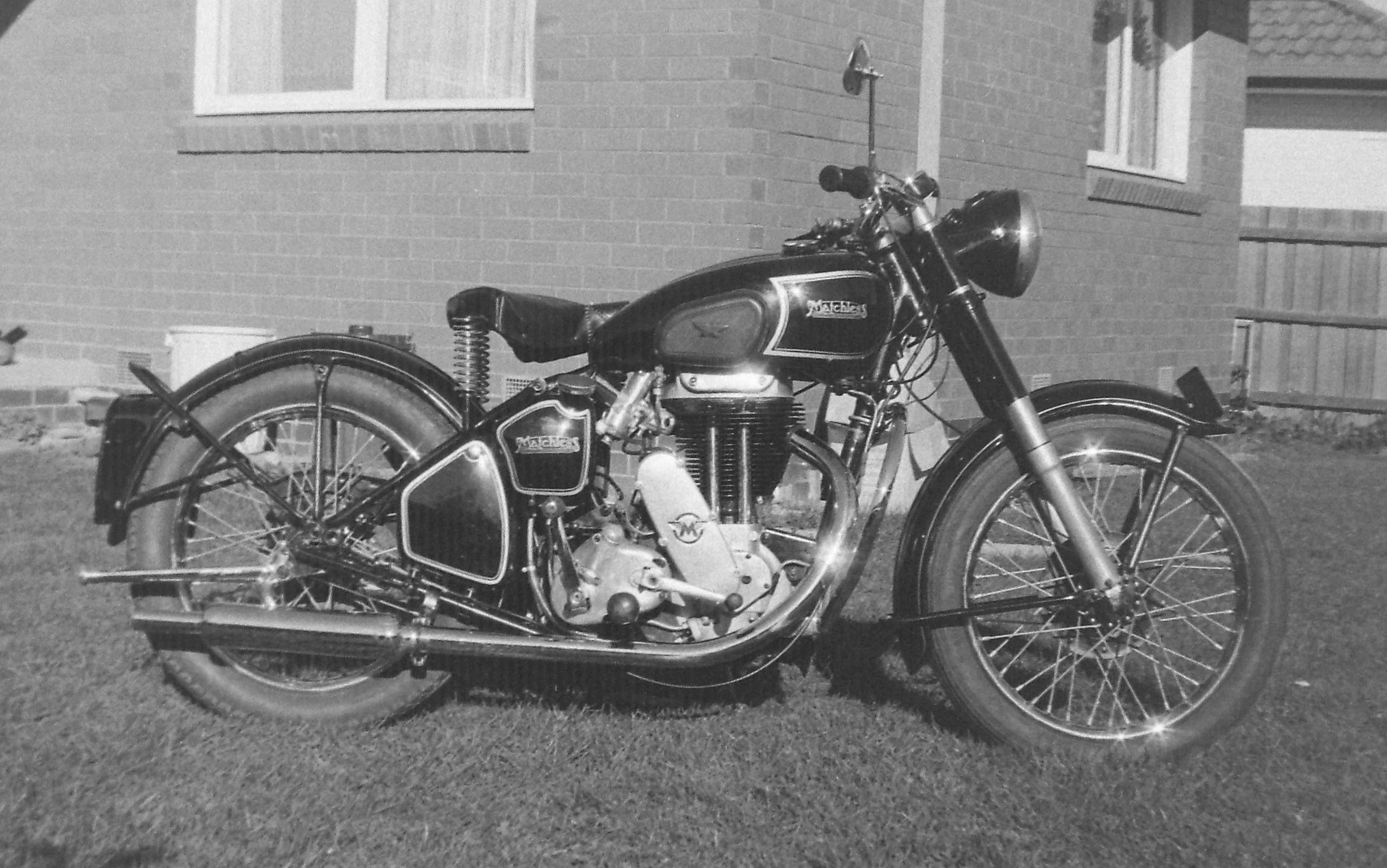
Matchless G80L (500 cc eencilinder) uit 1950.
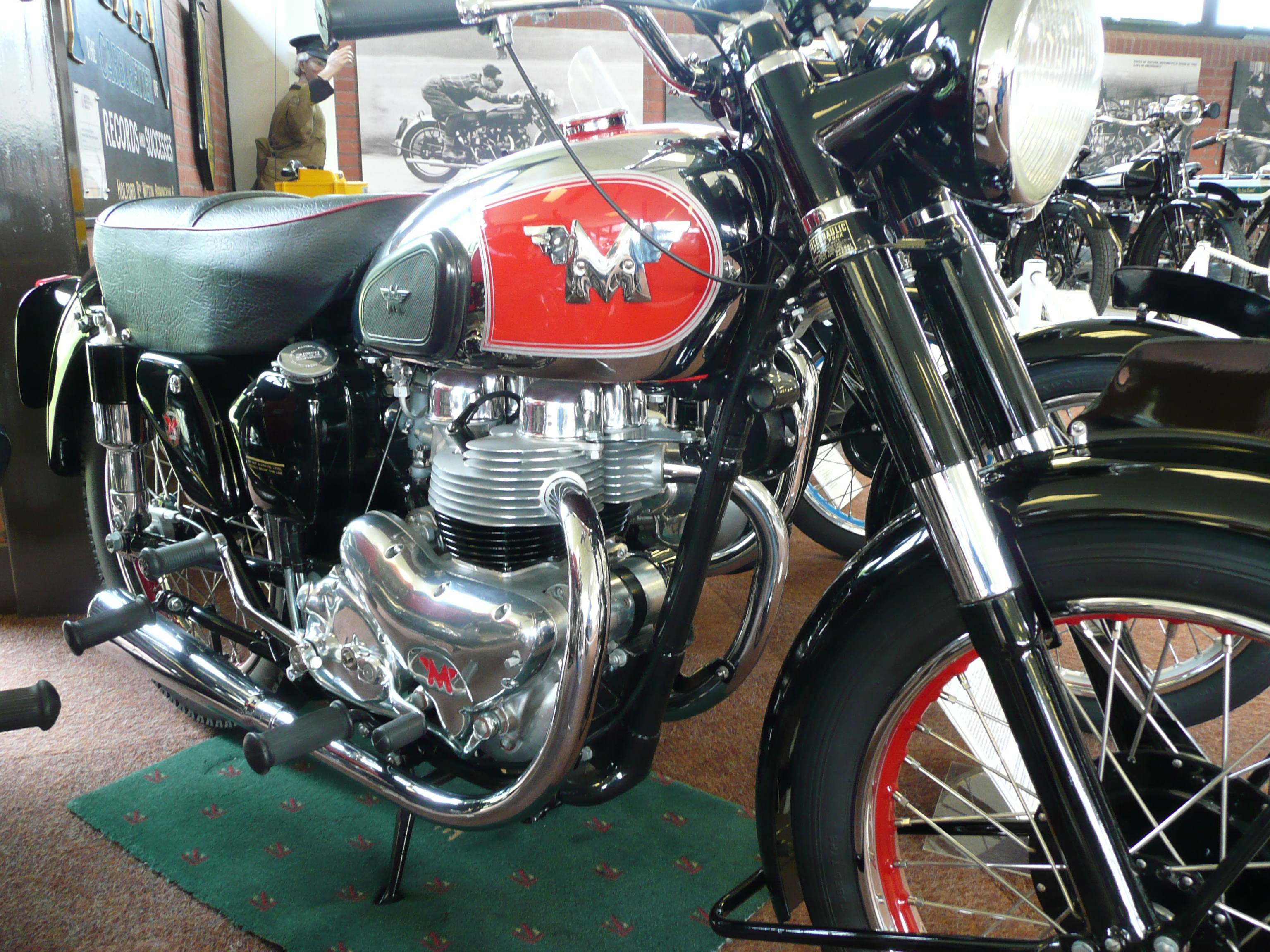
Matchless G9 (500 cc tweecilinder) uit 1951. De velgen waren nog steeds niet helemaal verchroomd. Dat gebeurde pas vanaf 1958.
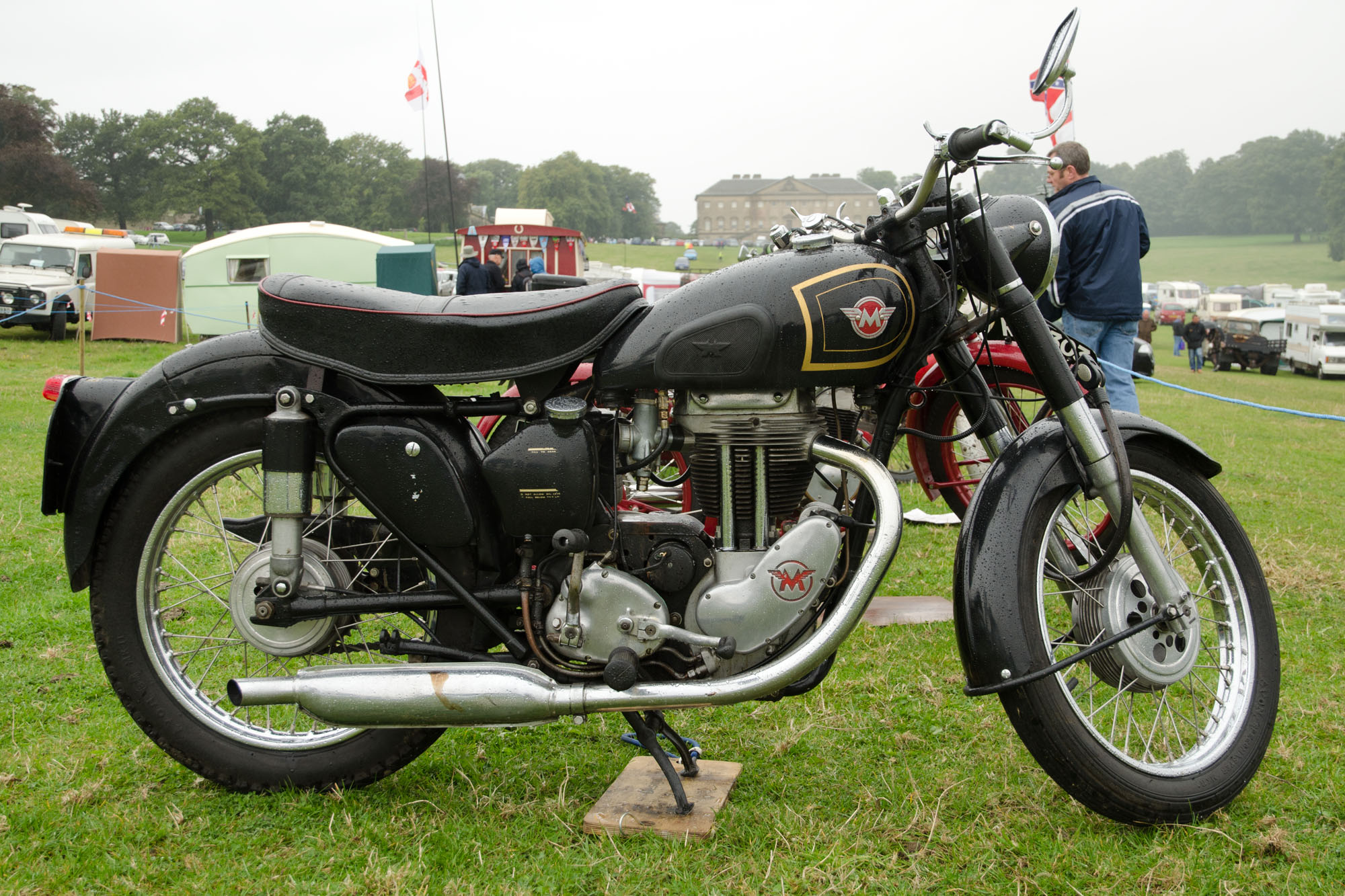
Matchless G80S (500 cc eencilinder) uit 1952.
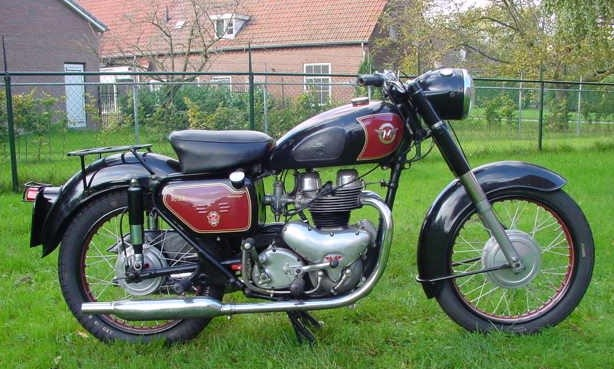
Matchless G9 (500 cc tweecilinder) uit 1955.
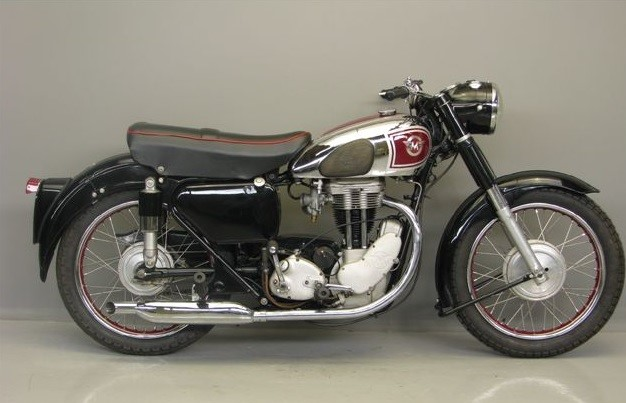
Matchless G3/LS (350 cc eencilinder) uit 1956.
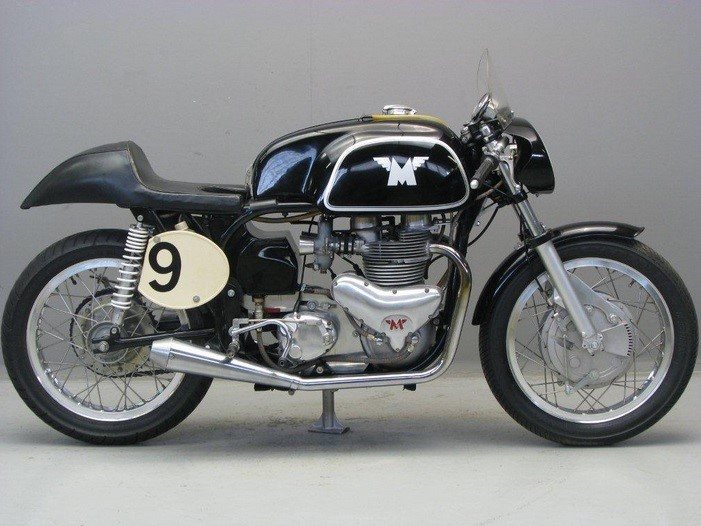
De Matchless G45 500cc-wegracer was gebaseerd op de G9, maar werd geen succes.
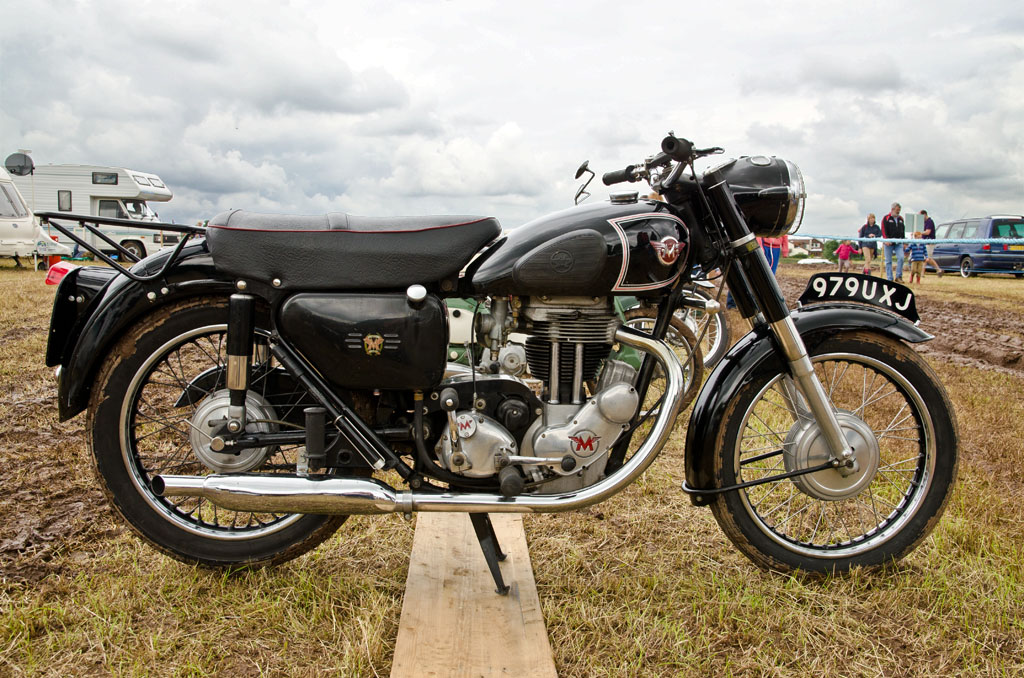
Matchless G80S (500 cc eencilinder) uit 1957.
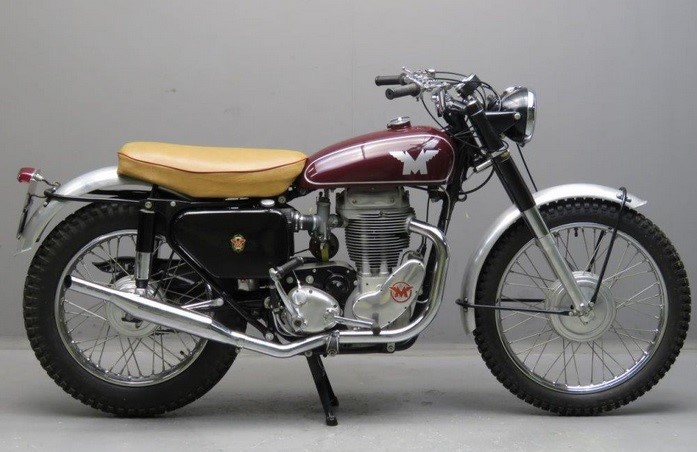
Matchless G80CS scrambler uit 1957.
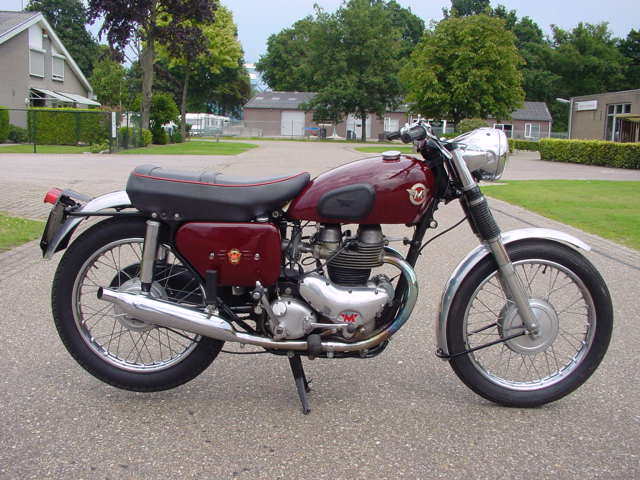
Matchless G11 (600 cc tweecilinder) uit 1958.
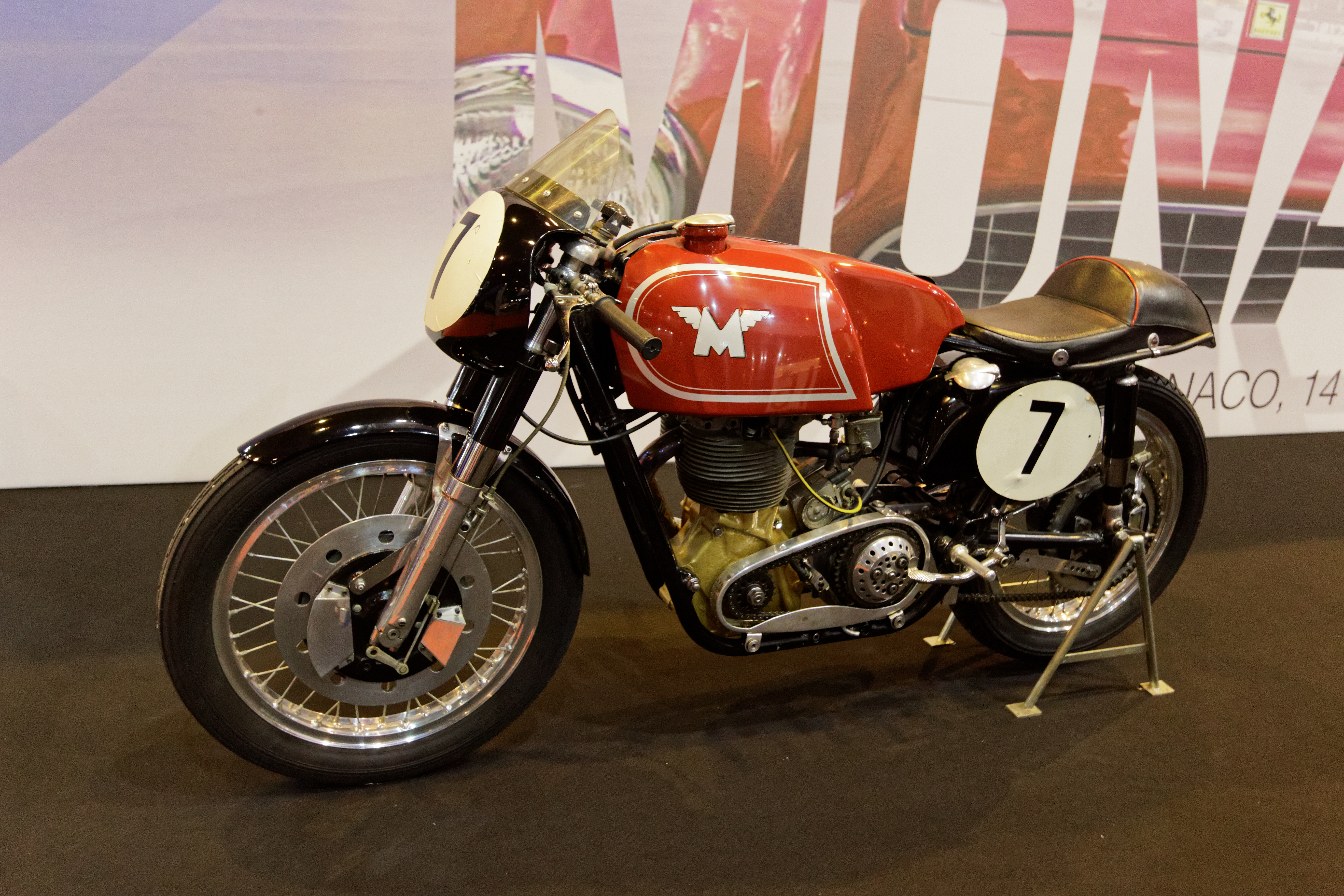
De Matchless G50 (500 cc eencilinder) uit 1959 was feitelijk een grote versie van de 350cc-AJS Boy Racer.

### Jaren zestig
In de jaren zestig leverde Matchless op basis van de 650cc-G12 nieuwe 750cc-modellen, de G15-serie, die ook weer identieke tegenhangers bij AJS had: de AJS Model 33-serie. De concurrentie op de Amerikaanse en Britse markten, met name voor zware motorfietsen, barstte nu echt los. In eigen (AMC) huis leverde Norton de Norton 750 SS, de Norton Atlas en uiteindelijk de Norton Commando. In 1960 boekte AMC slechts 200.000 pond winst, tegen 3,5 miljoen pond voor de BSA-groep (BSA, Triumph en Ariel). De Norton-fabriek in Birmingham sloot in 1962 en de hele AMC-productie vond nu in Woolwich plaats. De hele Europese motorfietsindustrie raakte in het slop. Motorfietsen waren nog geen hobby-objecten en motorrijders stapten massaal over in de Volkswagen Kever, de Mini, de Citroën 2CV, de Fiat 500 en op de scooter. Ook met de BSA-groep ging het slechter en BMW ontwikkelde niets nieuws meer en bouwde de BMW R50/2, de BMW R50S, de BMW R60/2 en de BMW R69S tien jaar lang, drijvend op de BMW-automarkt. De komst van de Honda CB 450, een lichte machine met een dubbele bovenliggende nokkenas, overtuigde vooral veel Amerikaanse klanten. De Matchless G15 had AMC moeten redden, maar dat gebeurde niet.

#### Overname door Manganese Bronze Holdings
In 1966 ging AMC failliet. Het werd overgenomen door Dennis Poore, eigenaar van Manganese Bronze Holdings. Poore had in 1964 al de motorenleverancier Villiers in Wolverhampton gekocht en vormde nu Norton-Villiers. Binnen enkele jaren slokte Manganese Bronze vrijwel de hele Britse motorfietsindustrie op. Norton Villiers bestond al uit AJS, Matchless, Francis-Barnett, James en Norton en in 1967 kwam daar ook Royal Enfield bij. Toen Poore in 1972 ook de hele BSA-groep kocht ontstond Norton-Villiers-Triumph. Dat bedrijf ging in 1977 failliet. Voor Matchless betekende dit alles dat de laatste G15-modellen in 1968 werden gebouwd en de resterende onderdelen werden in 1969 verkocht. Waarschijnlijk waren de laatste machines die onder de naam "Matchless" werden verkocht enkele exemplaren van de Matchless G85 CS, een weinig succesvolle crossmotor die het niet kon bolwerken tegen de tweetakten van Husqvarna, Greeves, Bultaco en CZ.

#### Afbeeldingen jaren zestig

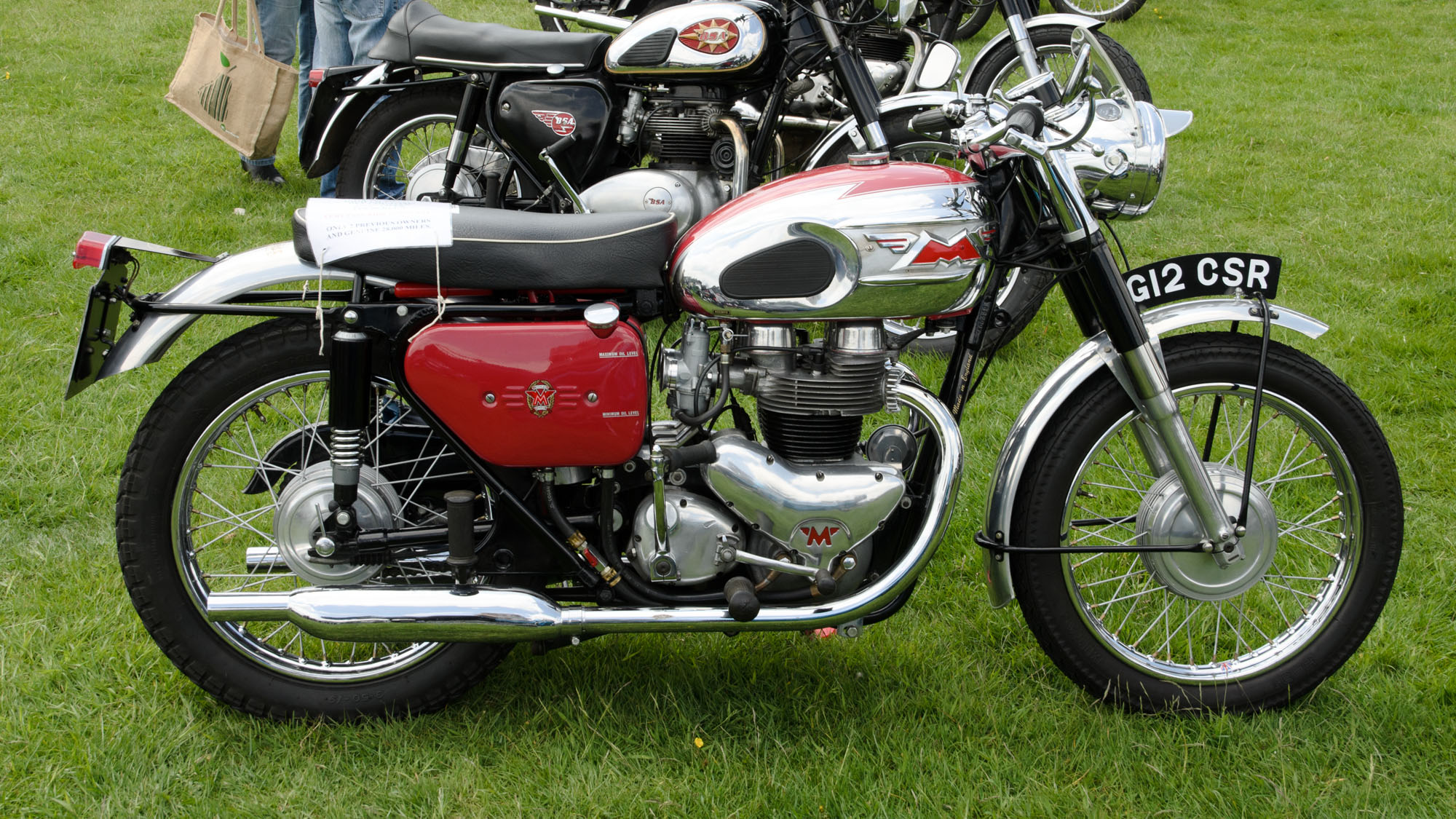
Matchless G12 CSR (650 cc) uit 1964.
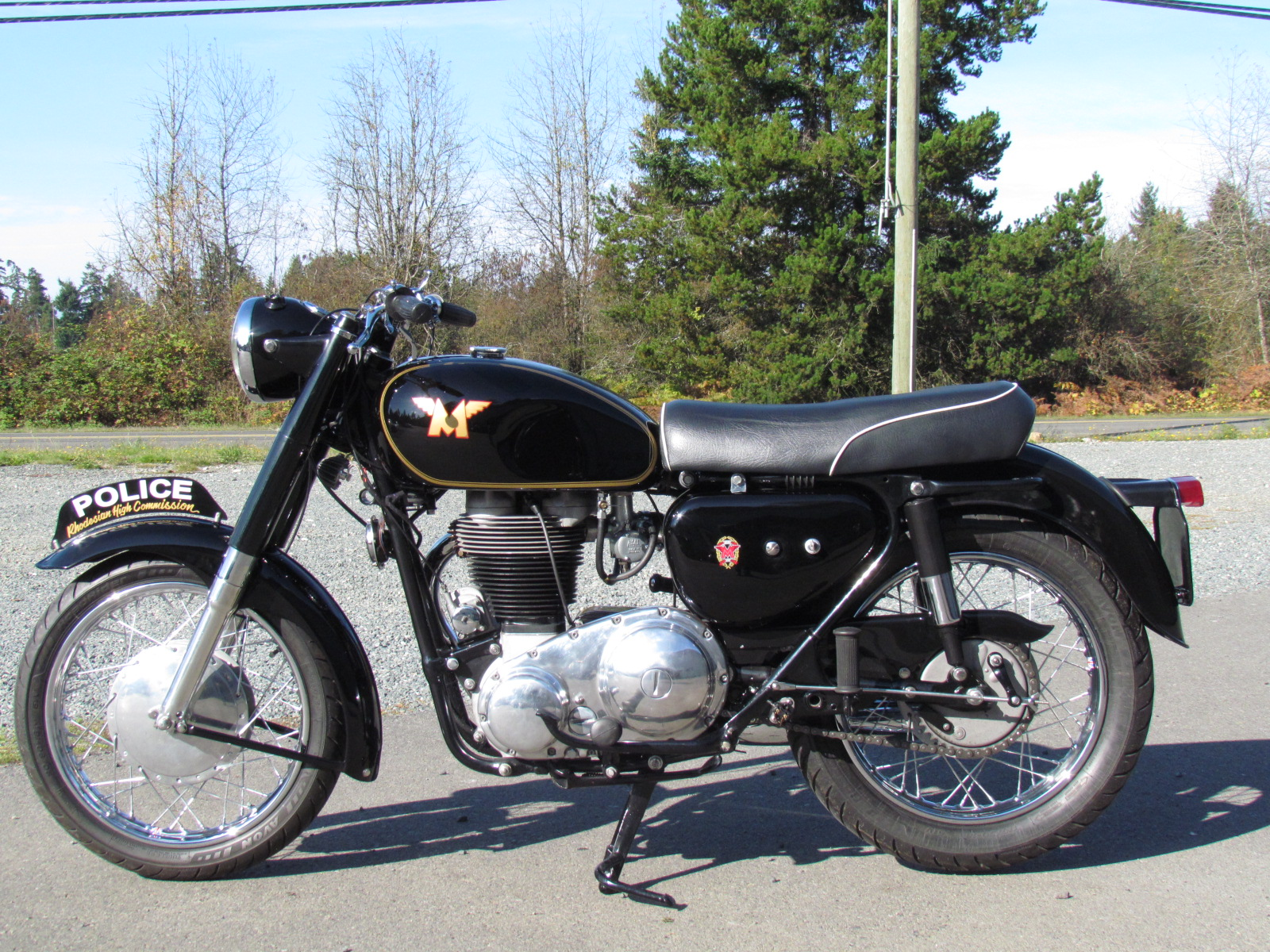
Matchless G80CS R (500 cc) uit 1965, voor de politie van Rhodesië.
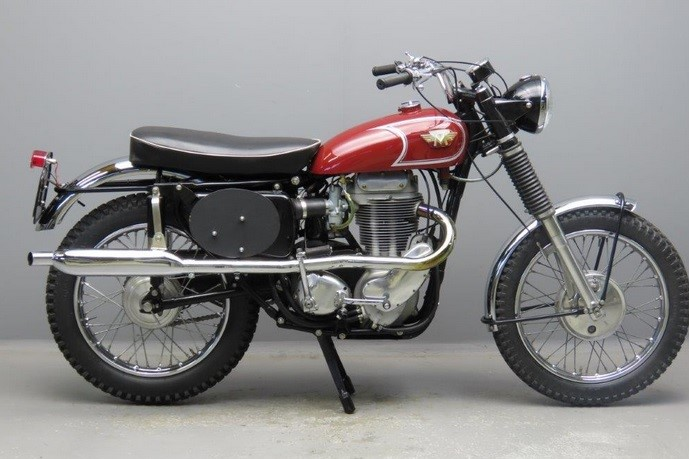
Matchless G80CS (500 cc) scrambler uit 1966.
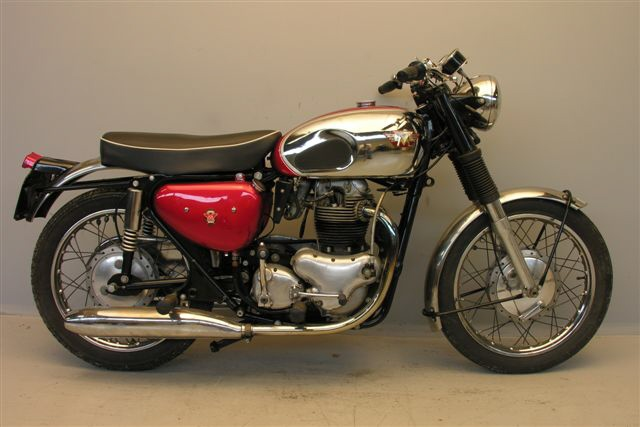
Matchless G15 CSR (750 cc) uit 1968.
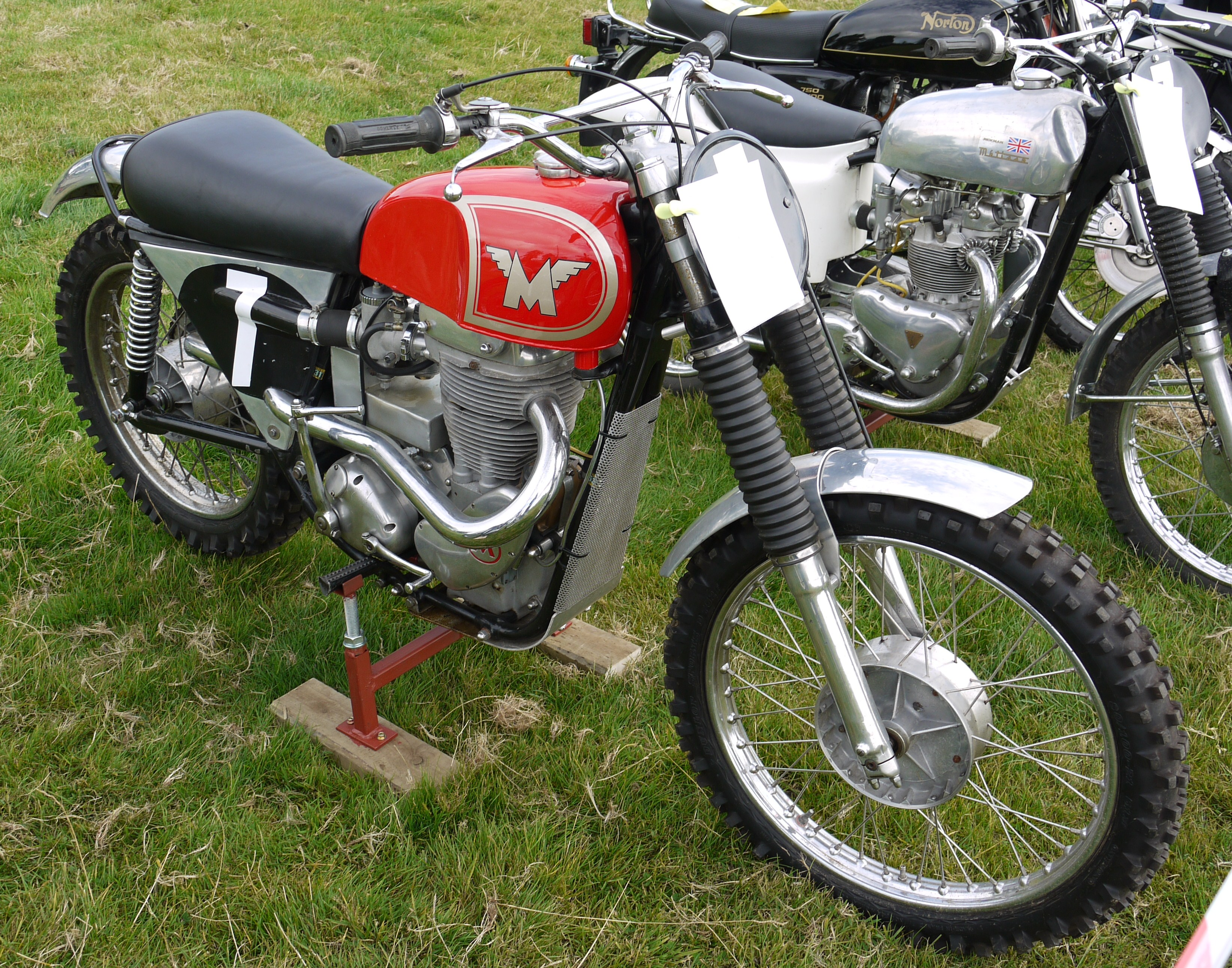
Matchless G85 CS.

### Les Harris Matchless G80
Les Harris had met zijn bedrijf Racing Spares het merk Triumph in leven gehouden. Dat deed hij door vanaf 1983, toen de productie in de fabriek in Meriden definitief werd gestaakt, uit restpartijen Triumphs te blijven produceren totdat John Bloor, eigenaar van de Triumph-merknaam, in 1991 de productie van geheel nieuwe Triumphs opstartte. Hij probeerde ook de naam "Matchless" aan de vergetelheid te ontrukken, maar kon dit alleen doen door een nieuwe Matchless op de markt te brengen. Dat gebeurde in 1987. Deze 500cc-eencilinder werd weliswaar in het Verenigd Koninkrijk gefabriceerd en had ook een Brits frame, maar was voorzien van een Rotax vierklepsblok uit Oostenrijk. De machine redde het echter niet. In 1993 werd de productie gestaakt, nadat er ca. 1.500 stuks geproduceerd waren.